# SJ X12 sorozat
Az SJ X12 sorozat egy svéd 15 kV, 16,7 Hz AC áramrendszerű villamosmotorvonat-sorozat. A motorvonatok alapja az SL X10 sorozat volt. 1991 és 1994 között gyártotta az Asea Brown Boveri. Összesen 18 db készült belőle. Kettő egységet átalakítottak, ezek az újabb SJ X14-es sorozatba kerültek.